# Månlykke A.M.
Månlykke A.M., född 17 maj 2014 på Nordbo gård i Ullånger uppfödare är Anna-Maria Öberg. Han är en kallblodig travare. Han tränas och körs sedan 2020 av Gunnar Melander. Han tränades och kördes innan av Jan-Olov Persson.

## Karriär
Månlykke A.M. började tävla som treåring i maj 2017, och inledde karriären med fyra raka segrar. Han har till november 2021 sprungit in cirka 2,5 miljoner kronor på 38 starter, varav 23 segrar, 5 andraplatser och 2 tredjeplatser. Han har tagit karriärens största segrar i Svenskt Mästerskap (2020, 2021). Han har även segrat i Sleipners Elitlopp (2021) och Alm Svartens Æresløp (2022), samt kommit på fjärde plats i Norskt Kallblodsderby (2018).
Han är Månprinsen A.M.:s mest vinstrika avkomma.